# Михайлівська сільська територіальна громада (Черкаська область)
Миха́йлівська сільська територіальна громада — територіальна громада в Україні, в Черкаському районі Черкаської області. Адміністративний центр — село Михайлівка.
Площа громади — 110,28 км², населення — 3388 мешканців (2018).
Утворена 20 вересня 2017 року шляхом об'єднання Михайлівської, Ребедайлівської та Ревівської сільських рад Кам'янського району. Перші вибори відбулись 27 грудня 2017 року. 2020 року до складу громади були включені Жаботинська, Лубенська та Райгородська сільські ради.

## Склад
До складу громади входять:
| Населений пункт    | Населення, осіб (1989) | Населення, осіб (2001) |
| ------------------ | ---------------------- | ---------------------- |
| Грекове, селище    | 19                     | 10                     |
| Жаботин, село      | 1605                   | 1270                   |
| Куликівка, село    | 309                    | 244                    |
| Лісове, селище     | 108                    | 79                     |
| Лубенці, село      | 436                    | 311                    |
| Михайлівка, село   | 2361                   | 2043                   |
| Пляківка, село     | -                      | 830                    |
| Райгород, село     | 1625                   | 1350                   |
| Ребедайлівка, село | 1133                   | 1083                   |
| Ревівка, село      | 1668                   | 630                    |
| Сокирне, селище    | 59                     | 31                     |
| Флярківка, село    | 578                    | 475                    |
| Ярове, село        | 249                    | 177                    |